# Franz Eschwei
Franz Eschwei (* 8. März 1906 in Weinheim; † unbekannt) war ein deutscher Turner und Mitglied der Deutschlandriege.

## Karriere
Anfangs turnte Eschwei für den Turnverein 1834 Pforzheim, so z. B. am 4. Oktober 1931 mit den besten deutschen Turnern im Berliner Wintergarten.
Er war vor dem Zweiten Weltkrieg neben Max Walter einer der stärksten Geräteturner der TSG Weinheim. Als Mitglieder der badischen Riege gewannen beide vier Mal die deutsche Mannschaftsmeisterschaft.
1934 wurden er und Walter wie auch die Weinheimer Turnerin Margot Nutzenberger-Hammer und der ebenfalls dem Verein zugehörige Handballer Leonhard Schwöbel offiziell als Anwärter für die Olympischen Spiele 1936 nominiert.